# Thomas MacDonagh
Thomas MacDonagh (Cloughjordan, 1 februari 1878 -  Dublin, 3 mei 1916) was een Iers verzetsstrijder en dichter. Hij was een van de ondertekenaars van de proclamatie waarmee de Paasopstand begon in 1916. Voor zijn aandeel in de strijd werd hij door de Britten ter dood veroordeeld. Op 3 mei werd hij geëxecuteerd in Kilmainham Gaol.
- Biblioteca Nacional de España: XX1350588
- Bibliothèque nationale de France: cb162176942 (data)
- Gemeinsame Normdatei: 118780972
- International Standard Name Identifier: 0000 0000 8157 3812
- Library of Congress Control Number: n79011102
- Nationale Bibliotheek van Letland: 000128833
- Nationale Bibliotheek van Israël: 987007275920505171
- Nederlandse Thesaurus van Auteursnamen: 18988276X
- SNAC: w6pk2drg
- Système universitaire de documentation: 086857622
- Trove: 909902
- Virtual International Authority File: 76683071
- WorldCat: E39PBJcGrXpM7WrtJ3xYTp9qwC